# Syllis obscura
Syllis obscura är en ringmaskart som beskrevs av Grube 1857. Syllis obscura ingår i släktet Syllis och familjen Syllidae. Inga underarter finns listade i Catalogue of Life.